# Волк (сторожевой корабль)
«Волк» — сторожевой корабль проекта 50 Черноморского флота ВМФ СССР. Проходил боевые службы в Средиземном море. Бортовые номера 822, 810.

## Служба
Сторожевой корабль «Волк» проекта 50 был зачислен в списки кораблей ВМФ 19 мая 1952 года и 26 февраля 1953 года был заложен на стапеле судостроительного завода № 445 им. 61 коммунара в Николаеве (заводской номер № 1126). Спущен на воду 23 июля 1953 года, вступил в строй 31 октября 1954 года и 10 ноября 1954 года был включен в состав флота.
В июне 1967 года в ходе поисковой операции КПУГ в составе СКР «Волк», СКР «Пантера» и СКР «Ворон» проекта 50, двух СКР проекта 35 и одного СКР проекта 159 обнаружила АПЛ США и осуществляла за ней слежение. Действия кораблей были оценены командованием ВМФ. КПУГ ОВРа был вручен приз Главнокомандующего ВМФ, а корабли награждены грамотами.
1 ноября 1970 — 1 марта 1971 года, находясь при несении боевой службы в зоне военных действий на Средиземном море, выполнял боевую задачу по оказанию помощи вооруженным силам Египта. В 1970-х годах в составе 184-й бригады ОВР, базировавшимся в Потийской военно-морской базы. На 1977 год имел бортовый номер 897.
С 5 июля 1982 по 19 января 1983 года на «Севморзаводе» им. С. Орджоникидзе в Севастополе прошел капитальный ремонт.
15 мая — 13 июня 1984 года принимал участие в учениях «Океан-84», проходивших в Средиземном море. Тема учений: «Разгром АМГ противника ОС РУС во взаимодействии с МРА ВВС ЧФ». В учениях так же принимали участие КРУ «Жданов», БПК «Комсомолец Украины», «Сдержанный», «Стройный», «Удалой», эсминцы «Неуловимый», «Находчивый», «Сознательный», БРК «Бедовый», СКР «Сильный», «Дружный», МРК «Зарница», ПЛ К-298, разведывательный корабль «Кильдин», танкер «Десна» и другие.
4 октября 1988 года был исключен из состава ВМФ, разоружен и передан военно-патриотическому клубу «Юные друзья флота» города Поти. 1 октября 1988 года был расформирован, а весной 1991 года разделан на металл в Севастополе.

## Командиры
- 1964-1968 капитан 3-го ранга Черных В. Н.

## Примечание
1. ↑  На флоте серии неофициально называлась «полтинники» или «зверьки». Поскольку серия была большой названия вскоре перешли на птиц, а часть кораблей остались номерными.
2. 1 2 3 4  Сторожевой корабль "Волк". Черноморский флот - информационный ресурс (2024). Дата обращения: 10 ноября 2024. Архивировано 10 ноября 2024 года.